# Josefa de Fürstenberg-Weitra

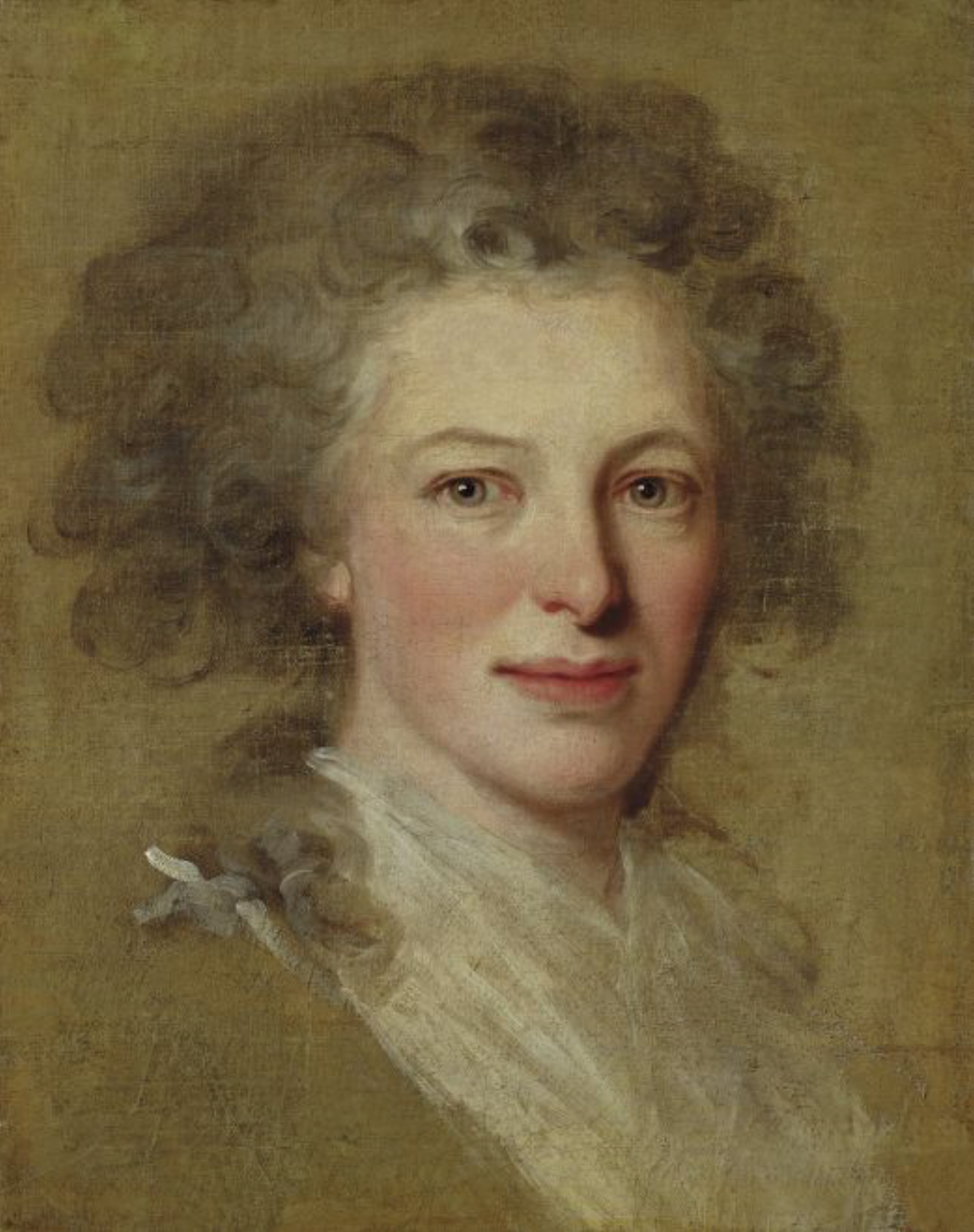
Josefa de Fürstenberg-Weitra, em retrato de Johann Baptist von Lampi (1751-1830).

Josefa de Fürstenberg-Weitra (Viena, 21 de junho de 1776 — Viena, 23 de fevereiro de 1848) foi uma princesa de Liechtenstein por casamento. Foi a consorte de Johann I Josef.